# Liste der Staatsstreiche in Sierra Leone
Diese Liste führt erfolgreiche und versuchte Putsche und Staatsstreiche auf, die in Sierra Leone seit Unabhängigkeit am 27. April 1961 verübt wurden.

## 1961 bis 1975
| Beginn        | Verantwortlich                     | Hintergrund |
| ------------- | ---------------------------------- | --- |
| 21. März 1967 | David Lansana (Albert Margai)      | Machtübernahme durch den hochrangigen Militär David Lansana unter Anstiftung Albert Margais. Margai war zuvor Premierminister und wollte seine Wahlniederlage gegen Siaka Stevens nicht akzeptieren. |
| 24. März 1967 | Ambrose Patrick Genda              | Zahlreiche Soldaten waren mit der Machtergreifung durch Lansana nicht einverstanden und setzten ihn ab. Ambrose Patrick Genda übernahm als Vorsitzender des National Reform Council die Macht.       |
| 27. März 1967 | Andrew Terence Juxon-Smith         | Nach Unstimmigkeiten innerhalb des National Reform Council putschte sich Andrew Terence Juxon-Smith an die Macht.                                                                                    |
| 19. Apr. 1968 | John Amadu Bangura, Patrick Conteh | Bangura und Conteh, die beide Unterstützer von Siaka Stevens waren, putschten sich an die Macht und übergaben diese eine Woche später an den rechtmäßig gewählten Premierminister.                   |

## Seit 1990
| Beginn        | Verantwortlich               | Hintergrund |
| ------------- | ---------------------------- | --- |
| 29. Apr. 1992 | angeblich Yahya Kanu         | Angeblich unter Yahya Kanu übernahm durch einen gewaltsamen Putsch der National Provisional Ruling Council die Macht im Staat. Seine tatsächliche Rolle ist unklar, da er als Freund des gewählten Präsidenten Joseph Saidu Momoh galt. |
| 29. Apr. 1992 | Valentine Strasser           | Strasser putschte gegen Kanu und wurde jüngstes Staatsoberhaupt der Erde. Er stand erst dem National Provisional Ruling Council, dann dem Supreme Council of State vor. |
| Dez. 1992     | mind. 29 Personen            | fehlgeschlagen; Hauptverdächtige, darunter Yahya Kanu, wurden am 29. Dezember 1992 hingerichtet; erst anschließend jedoch zum Tode wegen Hochverrats verurteilt. |
| 17. Jan. 1996 | Julius Maada Bio             | Bio, als Stellvertreter von Strasser, stürzte diesen und akzeptierte wenig später das Wahlergebnis der ersten demokratischen Wahlen seit Jahrzehnten. |
| 26. Mai 1997  | Johnny Paul Koroma           | Koroma vom Armed Forces Revolutionary Council stürzte den gewählten Präsidenten Ahmad Tejan Kabbah und musste die Macht während des Bürgerkrieges am 10. März des Folgejahres wieder an diesen abgeben. Möglicherweise war auch Joseph Saidu Momoh hierin involviert. |
| 26. Nov. 2023 | möglicherweise Ernest Koroma | Nicht erfolgreiche Angriffe von diversen Soldaten auf militärische und nicht-militärische Einrichtungen vor allem in Freetown; 21 Personen kamen ums Leben; mehr als 80 Festnahmen und zig weitere Personen werden gesucht, darunter die Tochter von Koroma, dem ehemaligen Präsidenten Sierra Leones 11 Personen wurden im Juli 2024 zu Haftstrafen zwischen 30 und 182 Jahren verurteilt. |